# فيدل سواريز
فيدل سواريز (بالإسبانية: Fidel Suárez) (31 ديسمبر 1962 في بيرو - ) هو مدرب كرة قدم ولاعب كرة قدم بيروفي في مركز الوسط. لعب مع الجامعي دي بيرو ونادي سبورتينغ كريستال ونادي أتليتيكو تورينو ‏ ونادي كوبريسال وديبورتيس إيكيكي.

## وصلات خارجية
- فيدل سواريز على موقع قاعدة بيانات كرة القدم.إي يو (الإنجليزية)
- فيدل سواريز على موقع ناشيونال فوتبول تيمز (الإنجليزية)